# Män kan inte våldtas
Män kan inte våldtas är en roman skriven 1975 av den finlandssvenska författaren Märta Tikkanen. Romanen publicerades mitt i en våldtäktsdebatt. Det var denna bok som blev Tikkanens genombrott som författare. Boken filmatiserades 1978 av Jörn Donner under samma titel.

## Handling
Romanen handlar om bibliotekarien Tova Randers som en kväll blir våldtagen av mannen Martti Wester. Istället  för att polisanmäla händelsen bestämmer sig Tova för att hämnas. Hon tänker förödmjuka Martti på samma sätt som hon själv blev förödmjukad – våldtäkt. Men till skillnad från Martti tänker Tova polisanmäla sig själv och rakryggad stå för vad hon har gjort.

## Personer
- Tova Randers är romanens huvudperson. Tova är en frånskild tvåbarnsmamma och bibliotekarie. Tova har ensam vårdnad över sina två söner. Tova fyller 40 år i början av romanen.
- Mick Randers är Tovas och Jons andra son. Han är 14 år när händelserna äger rum.
- Martti Wester driver ramverkstaden Oy Wester Ab.
- Kari arbetar på "aftis" (kvällsgymnasium).
- Jon Randers var tidigare gift med Tova, och de har tillsammans sönerna Jockum och Mick. Vid skilsmässan fick Tova vårdnaden över barnen. De hälsar på sin pappa under helger och lov.
- Jockum Randers är 16 år och Tovas äldste son tillsammans med Jon.

## Miljö
Romanen utspelar sig i Tölö i Helsingfors. Detta är några av de geografiska benämningarna i boken:
- Hesperiagatan 30 – Tova Randers bostad
- Stenhuggaregatan 5B 5 trappor – Martti Westers bostad
- Smedsplan
- Robertsgatan
- Runebergsgatan – anekdot i boken om Bjarne som fick ett sällträ (bollträ i brännboll) i huvudet
- Lilla Robertsgatan 8 – Oy Wester Ab Ram & Spegel
- Georgsgatan – anekdot från Tovas barndom
- Skillnadsbacken – platsen för Tova & Jons första gräl
- Fredriksgatan – gata som Tova undviker på väg hem från Oy Wester Ab
- Mannerheimvägen – gata Tova går istället för Fredriksgatan
- Aftis
- Helsingfors stadsbibliotek – Tovas arbetsplats
- Bangatan – närmaste polisstationen från Marttis lägenhet